# Svenska cupen i fotboll för damer 2006
Svenska cupen i fotboll för damer 2006 spelades mellan den 19 mars och 26 oktober 2006. Turneringen vann av Linköpings FC, finalbesegrade Umeå IK med 3-2 på Gammliavallen i Umeå.

## Omgång 1
Omgång 1 spelades mellan den 19 mars och 17 april 2006.
| Västerås IK        | 0–9 | IFK Viksjö          | 19 mars 2006 13:00  |  | 20 |
| IK Rössö Uddevalla | 3–2 | Kungsbacka IF       | 1 april 2006 15:00  |  | 50 |
| Kortadala IF       | 2–4 | Derome BK           | 2 april 2006 16:00  |  | 40 |
| Onsala BK          | 1–2 | IK Zenith           | 8 april 2006 15:00  |  | 30 |
| Råå IF             | 4–5 | Falkenbergs FF      | 9 april 2006 13:45  |  | 50 |
| Lörby IF           | 1–3 | Södra Sandby IF     | 9 april 2006 14:00  |  | 50 |
| Bunkleflo IF       | 0–4 | IFK Hässleholm      | 17 april 2006 13:00 |  | 35 |
| Rödeby AIF         | 2–0 | Runsten/Möckleby IF | 17 april 2006 14:30 |  | 50 |
| IFK Lindesberg     | 0–2 | Surahammars FK      | 17 april 2006 15:00 |  | 50 |
| Oxelösunds IK      | 0–2 | Turebergs IF        | 17 april 2006 15:00 |  | 85 |
| P18 IK             | 4–0 | Fanna BK            | 17 april 2006 15:00 |  | 80 |
| Rydboholms SK      | 1–7 | Näsets IK           | 17 april 2006 18:00 |  | 55 |
| Bele Barkarby IF   | 4–1 | Rönninge Salem FF   | 17 april 2006 19:30 |  | 50 |

## Omgång 2
Omgång 2 spelades mellan den 17 mars och den 25 maj 2006.
| Notvikens IK         | 1–7             | Bergsbyns SK         | 17 mars 2006 19:00  |  | 57  |
| Hallands Nations FF  | 0–1             | Hovshaga AIF         | 19 mars 2006 14:00  |  |     |
| Asarums IF FK        | 5–1             | Timmernabbens IF     | 8 april 2006 14:00  |  |     |
| IFK Fjärås           | 0–9             | Holmalunds IF        | 13 april 2006 18:30 |  | 30  |
| Frändefors IF        | 0–4             | IF Norvalla          | 14 april 2006 16:00 |  | 50  |
| IK Sätra             | 1–8             | IF Team Hudik        | 17 april 2006 16:00 |  | 68  |
| IFK Åkullsjön        | 1–3             | Umeå Södra FF        | 25 april 2006 19:00 |  | 67  |
| Villstadens IF       | 2–3             | Mariestads BOIS FF   | 25 april 2006 19:15 |  | 90  |
| Assi IF              | 4–1             | Morön BK             | 27 april 2006 19:00 |  | 85  |
| Ope IF               | 4–3             | Långsele AIF         | 29 april 2006 14:00 |  | 29  |
| Hägglunds IoFK       | 1–4             | Selånger FK          | 30 april 2006 10:00 |  | 73  |
| IF Viken             | 0–7             | Sils IF              | 2 maj 2006 19:00    |  | 50  |
| Säters IF            | 0–3             | IK Huge              | 4 maj 2006 19:00    |  | 57  |
| IFK Hässleholm       | 2–4             | Södra Sandby IF      | 9 maj 2006 19:00    |  | 35  |
| Modo FF              | 4–6             | Mariehem SK          | 9 maj 2006 19:00    |  | 80  |
| Surahammars FK       | 2–4             | Triangelns IK        | 9 maj 2006 19:00    |  |     |
| Tölö IF              | 2–0             | Mossens BK           | 9 maj 2006 19:00    |  | 70  |
| Färjestadens GoIF    | 3–1             | Ramdala IF           | 10 maj 2006 18:30   |  | 58  |
| Turebergs IF         | 0–5             | Rågsveds IF          | 10 maj 2006 20:00   |  | 16  |
| Söråkers FF          | 1–2             | IFK Strömsund        | 13 maj 2006 17:00   |  | 40  |
| IK Zenith            | 1–3             | Dalsjöfors GoIF      | 15 maj 2006 19:00   |  | 40  |
| Näsets SK            | 2–0             | IK Rössö Uddevalla   | 16 maj 2006 19:00   |  | 50  |
| Falkenbergs FF       | 3–0             | Husie IF             | 16 maj 2006 19:15   |  | 52  |
| Hässleholms IF       | 1–6             | IF Böljan            | 16 maj 2006 19:15   |  | 63  |
| Haparanda FF         | 0–4             | Alviks IK            | 17 maj 2006 19:00   |  | 96  |
| Västerås BK 30       | 0–5             | Glanshammars IF      | 17 maj 2006 19:00   |  | 50  |
| ÖSK Söder            | 0–2             | Töreboda IF          | 17 maj 2006 19:00   |  | 45  |
| Torpshammar IF       | 0–3             | Östersunds DFF       | 20 maj 2006 14:00   |  | 62  |
| Strömsbro IF         | 2–3             | Falu BS              | 21 maj 2006 15:00   |  | 50  |
| Färnäs SK            | 1–7             | IFK Gävle            | 23 maj 2006 19:00   |  | 32  |
| Hässelby SK FF       | 3–2             | Bollstanäs SK        | 23 maj 2006 19:00   |  | 40  |
| FC Café Opera Ungdom | 0–5             | Gideonsbergs IF      | 24 maj 2006 19:00   |  | 43  |
| Fellingsbro GoIF     | 0–3 (walk over) | Eskilstuna United DF | 24 maj 2006 19:00   |  |     |
| IK Tun               | 1–7             | AIK                  | 24 maj 2006 19:00   |  |     |
| Remsle UIF           | 0–7             | Sundsvalls DFF       | 24 maj 2006 19:00   |  | 75  |
| Rödeby AIF           | 2–1             | Älmhults IF          | 24 maj 2006 19:00   |  | 47  |
| Ytterby IS           | 6–1             | Ljungskile SK        | 25 maj 2006 12:00   |  | 55  |
| Klinterhamns IK      | 1–5             | Stuvsta IF           | 25 maj 2006 13:00   |  | 50  |
| P18 IK               | 2–3             | IF Brommapojkarna    | 25 maj 2006 13:00   |  | 125 |
| Åtvidabergs FF       | 2–5             | IFK Nyköping         | 25 maj 2006 13:00   |  | 78  |
| Bele Barkarby IF     | 2–4             | Dalhem IF            | 25 maj 2006 13:30   |  | 60  |
| IFK Viksjö           | 2–4             | FoC Farsta           | 25 maj 2006 14:00   |  | 45  |
| Kramforsalliansen    | 0–3             | Sund IF              | 25 maj 2006 14:00   |  | 103 |
| Derome BK            | 0–4             | Hällesåkers IF       | 25 maj 2006 15:00   |  | 42  |
| IFK Timrå            | 2–6             | Härnösands SK        | 25 maj 2006 15:00   |  | 75  |
| Smedby BoIK          | 3–8             | IFK Värnamo          | 25 maj 2006 15:00   |  | 41  |